# ORA R2
L'ORA R2 est une citadine produite par le constructeur automobile chinois Great Wall Motors sous sa marque de véhicule électrique, ORA, à partir de 2020.

## Histoire
En juin 2019, ORA a présenté l'étude R2 EV Concept en avant-première du troisième modèle de la gamme des véhicules de production de cette filiale de Great Wall Motors. Le caractère sériel R2 a été officiellement introduit fin juin 2020. La voiture complète l'offre en tant qu'alternative plus chère et confortable au modèle économique R1, gagnant des proportions arrondies avec une ligne de fenêtre basse caractéristique et un long capot. À l'arrière, il y a une vitre en verre formant optiquement une partie avec une bande de lampes LED sur toute la largeur de la carrosserie, complétée par des lampes supplémentaires dans le pare-chocs.

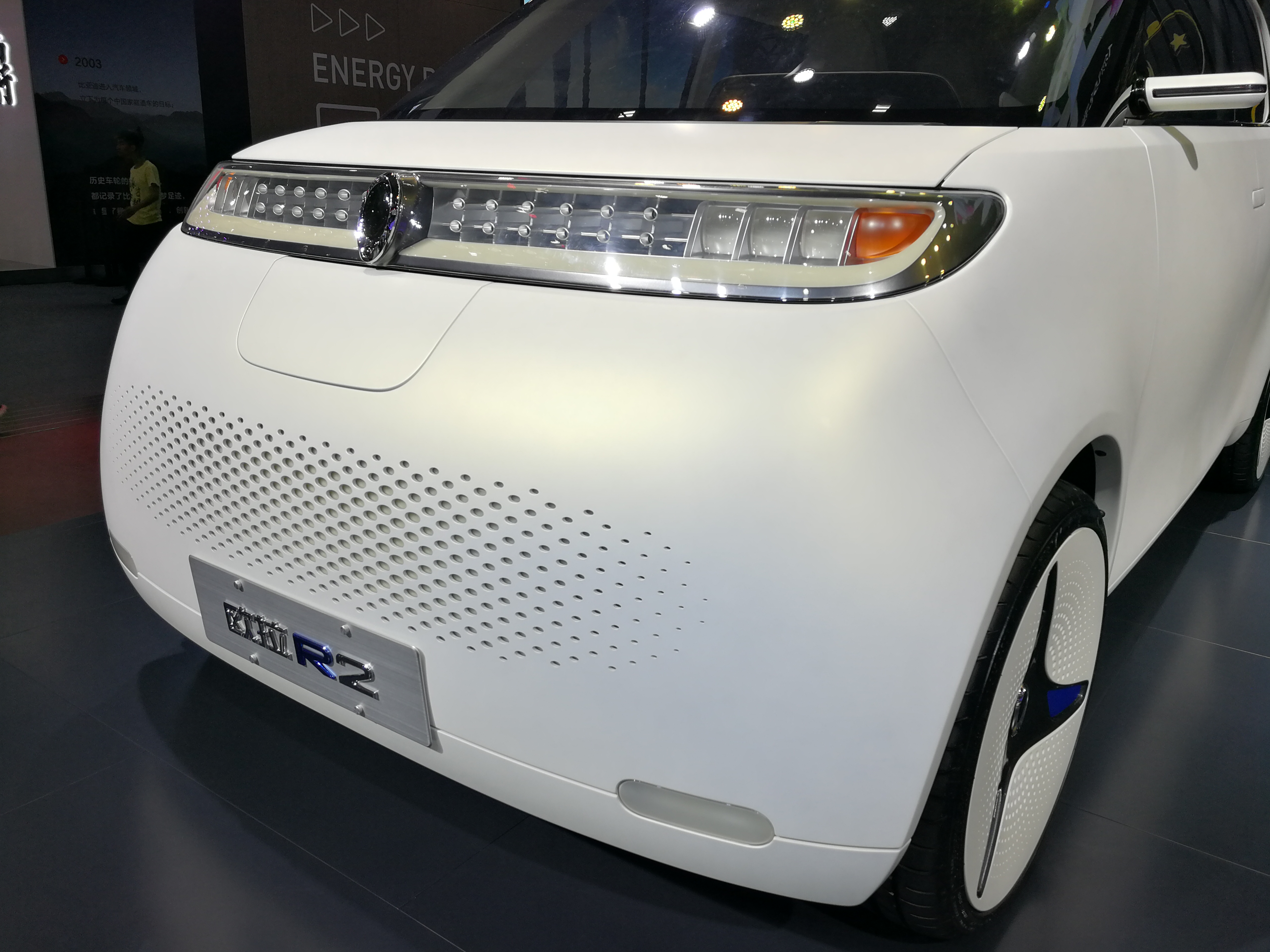
Etude ORA R2 EV Concept.
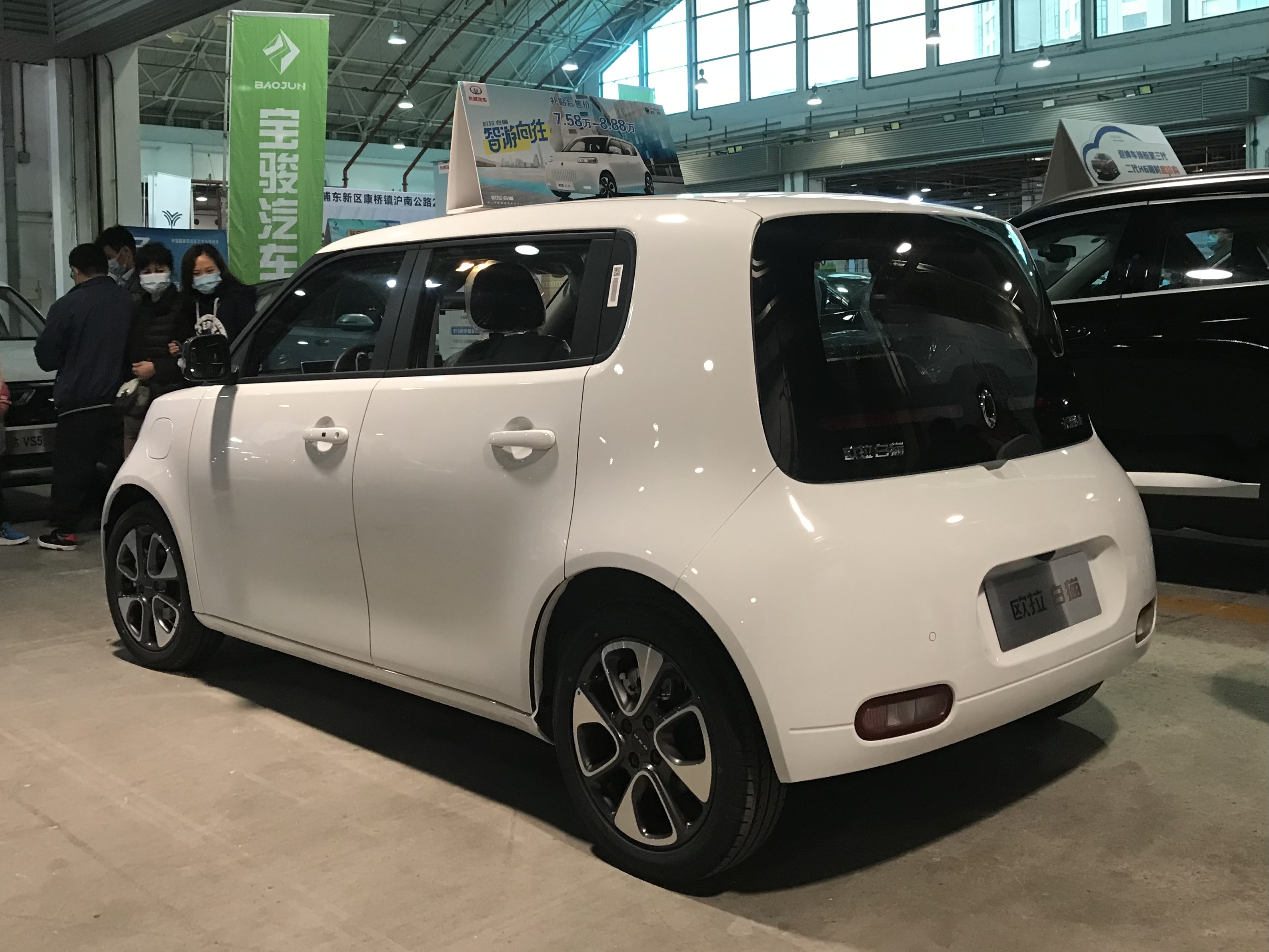
ORA White Cat de production, arrière.

## Vente
L'Ora R2 est une voiture exclusivement proposée pour le marché de la Chine continentale, avec une extension possible vers d'autres marchés asiatiques.

## Données techniques
Le système électrique de la R2 développe 63 CV, offrant une autonomie maximale sur une seule charge jusqu'à 400 kilomètres selon la procédure de mesure chinoise, une variante avec batterie est disponible.